# Жеруйык (Жетысуская область)
Жеруйык (каз. Жерұйық, до 2018 г. — Нагараши) — село в Панфиловском районе Жетысуской области Казахстана. Входит в состав Талдинского сельского округа. Код КАТО — 195649300.

## Население
В 1999 году население села составляло 1454 человека (737 мужчин и 717 женщин). По данным переписи 2009 года, в селе проживало 1446 человек (734 мужчины и 712 женщин).